# 7661 Reincken
A 7661 Reincken (ideiglenes jelöléssel 1994 PK38) a Naprendszer kisbolygóövében található aszteroida. Eric Walter Elst fedezte fel 1994. augusztus 10-én.